# Ernst Gäumann
Ernst Albert Gäumann (ur. 6 października 1893 w Lyss, zm. 5 grudnia 1963 w Zurychu) – szwajcarski botanik i mykolog.

## Życiorys
Uczył się w szkołach w Biel/Bienne, gdzie poznał języki i kultury niemieckie i francuskie. Studiował na Uniwersytecie w Bernie, tutaj też doktoryzował się w 1917 pracą o pasożytniczych gatunkach lęgniowców z rodzaju Peronospora. Po podróżach i studiach w Szwecji, Stanach Zjednoczonych i Indiach Wschodnich Gäumann pracował jako fitopatolog w Buitenzorg na Jawie w latach 1919–1922, następnie przez kilka lat jako botanik w Zurychu. Od 1927 aż do śmierci pracował na Politechnice w Zurychu.

## Praca naukowa
W czasie pracy zawodowej zajmował się różnorodnymi zagadnieniami z zakresu przyrody, w tym fitopatologią, glonami glebowymi, grzybami rdzawnikowcami (Uredinales) i ewolucją grzybów. W wieku 33 lat opublikował pracę Vergleichende Morphologie der Pilze, której angielskie tłumaczenie stało się standardowym podręcznikiem mykologii. Inne dobrze przyjęte prace to: Die Pilze: Grundzüge ihrer Entwicklungsgeschichte und Morphologie (The Fungi: A description of their morphological features and evolutionary development) z 1949 r. oraz monografia Die Rostpilze Mitteleuropas z 1959 r. (Rust Fungi of Middle Europe). Gäumann opublikował ponad 200 prac naukowych i opisał co najmniej 25 nowych gatunków. Pracował jako redaktor w czasopismach naukowych Plant and Soil, Sydowia i Phytopathologische Zeitschrift.
W naukowych nazwach opisanych przez niego taksonów dodawany jest skrót jego nazwiska Gäum.